# Ralph Brand
Ralph Laidlaw Brand (* 8. Dezember 1936 in Edinburgh) ist ein ehemaliger schottischer Fußballspieler.

## Karriere

### Vereine
Aus der Jugend der Glasgow Rangers rückte Brand zur Saison 1954/55 in die Erste Mannschaft auf. In seiner elfjährigen Vereinszugehörigkeit bestritt er 203 Punktspiele, in denen er 125 Tore erzielte. Als Spieler prägte er die vielleicht beste Ära in der Vereinsgeschichte mit; er trug zu vier Meisterschaften, ebenso vielen Ligapokal- und drei Vereinspokalerfolgen allein in nur sechs Jahren (1959 bis 1965) bei. Zudem gelangte er mit seiner Mannschaft ins in Hin- und Rückspiel ausgetragene Finale um den Europapokal der Pokalsieger 1960/61. Bei der Finalpremiere des Wettbewerbs wurden beide Spiele gegen den AC Florenz mit 0:2 im Ibrox Park und mit 1:2 im Stadio Comunale verloren. In sechs Spielen zuvor und mit fünf Toren hatte er großen Anteil daran. 1962/63 erzielte er zwei Tore in seinen beiden Hin- und Rückspielen der 1. und 2. Runde. Auch im Wettbewerb um den Europapokal der Landesmeister, an dem er viermal teilgenommen hatte, zeigte er sich mit fünf Toren in zwölf Spielen ebenfalls treffsicher.
Außerhalb Schottlands spielte er in der Saison 1965/66 für Manchester City, zunächst in der Football League Second Division, danach 1966/67 in der Football League First Division. Von 1967 bis 1969 war er für den Ligakonkurrenten AFC Sunderland aktiv.
Nach Schottland zurückgekehrt, kam er in 23 Punktspielen für den Erstligisten Raith Rovers zum Einsatz, für den er fünf Tore erzielte; ab Saisonende 1969/70 stand mit Platz 17 der Abstieg fest. Der zweithöchsten Spielklasse blieb er erhalten; er gehörte in der Saison 1970/71 den Albion Rovers an, für die er jedoch kein einziges Punktspiel bestritt. Seine Spielerkarriere ließ er in der Folgesaison bei Hamilton Academical ausklingen.

### Nationalmannschaft
Brand erzielte für die A-Nationalmannschaft acht Tore in acht Länderspielen. Bereits bei seinem Debüt am 9. November 1960 beim 5:2-Sieg über die 
Nationalmannschaft Nordirlands erzielte er im Hampden Park sogleich seine ersten beiden Tore, wie auch am 3. Mai 1961 beim 4:1-Sieg über die Nationalmannschaft Irlands an selber Stätte. Seinen letzten Einsatz als Nationalspieler beendete er am 2. Mai 1962 bei der 2:3-Niederlage gegen die Nationalmannschaft Uruguays ebenfalls mit einem Tor, dem Treffer zum Endstand in der 88. Minute.

## Erfolge
- Schottischer Meister 1959, 1961, 1963, 1964
- Schottischer Pokal-Sieger 1962, 1963, 1964
- Schottischer Liga-Pokal-Sieger 1961, 1962, 1964, 1965